# سرزمین خاباروفسک

سرزمین خاباروفسک در نقشهٔ روسیه.

سرزمین خاباروفسک (به انگلیسی: Khabarovsk Krai)(به روسی: Хаба́ровский край, Khabarovsky kray) یکی از واحدهای فدرال کشور روسیه است. مرکز این سرزمین شهر خاباروفسک است.
خاباروفسک در ناحیه فدرالی خاور دور قرار گرفته و جمعیت آن در برآورد سال ۲۰۱۵ میلادی برابر ۱٬۳۳۸٬۳۰۵ نفر اعلام شد.
بخش اعظم سرزمین خاباروفسک در حوضه سفلی رودخانه آمور قرار گرفته ولی کوهسار گسترده‌ای در راستای کرانه دریای اُخُتسک نیز جزو این سرزمین است.